# نقطه کانونی (عکاسی)
نقطهٔ کانونی قسمتی از سوژهٔ اصلی عکس و اولین نقطه‌ای است که نگاه بیننده را به خود جلب می‌کند. هر عکس باید یک نقطهٔ کانونی اصلی داشته باشد. عکس‌هایی که یکدست هستند و هیچ قسمتی از آن‌ها گیرایی و کشش بیش‌تری نسبت به سایر بخش‌ها ندارند، معمولاً عکس‌های خوبی نیستند و نمی‌توانند ارتباط خوبی با بیننده برقرار کنند.
عکس می‌تواند چند نقطهٔ کانونی فرعی هم داشته باشد تا بعد از اینکه نگاهِ بیننده متوجهٔ نقطه کانونی اصلی شد، توجه او را به سمت خود جلب کنند. 

## منبع
- خرمی‌راد، نادر (۱۳۸۸). راهنمای عکاسی دیجیتال. تهران: کانون نشر علوم. شابک ۹۷۸-۹۶۴-۳۲۷-۰۶۸-۱.